# Jon Fosse
Jon Olav Fosse, född 29 september 1959 i Haugesund i Rogaland, är en norsk dramatiker och författare som skriver på nynorska. Fosse har skrivit poesi, prosa, essäer och barnlitteratur men är internationellt mest uppmärksammad för sin dramatik. År 2023 tilldelades han Nobelpriset i litteratur.

## Biografi
Fosse växte upp i Strandebarm i Kvams kommun, Hardanger.  Efter gymnasiet flyttade han till Bergen för att läsa på Universitetet i Bergen. Han är  bosatt i Oslo och i Hainburg an der Donau i Österrike. I Oslo bor han i Grotten, den norska statens konstnärsbostad, som han tilldelades 2011. 
Han debuterade som romanförfattare 1983 med Raudt, svart och följde upp den två år senare med Stängd gitarr. Under denna tid arbetade han även som lärare på Skrivekunstakademiet och hade bland andra Karl Ove Knausgård som elev.
År 1994 debuterade han som dramatiker med pjäsen Og aldri skal vi skiljast. Pjäsen uruppfördes på Den Nationale Scene i Bergen. Han anses ha bidragit till att introducera postmodernismen i norsk litteratur.[källa behövs] Fosses internationella genombrott kom 1999, då den franske regissören Claude Régy satte upp Någon kommer att komma. Från debuten 1983 till 2012 skrev Fosse 14 prosaverk, sex diktsamlingar, nio barnböcker, tre essäsamlingar och 28 pjäser. Från 1999 skrev han nästan uteslutande dramatik, flera pjäser om året. Hans pjäser spelas mycket flitigt. I början av 2000-talet kunde han ses på inte mindre än ett hundratal scener världen över, och antalet uppsättningar brukar uppskattas till minst 1 000. Runt 2010 fick Fosse nog av dramatiken och alla resor och premiärer den innebar och återvände i stället till att skriva prosa.
År 2016 utkom han med  Trilogin och tilldelades Nordiska rådets litteraturpris. Därefter skrev han Septologin, ett sjudelat verk som publicerats i tre delar. Fosse tilldelades Kritikerpriset och Bragepriset, de största prisen i Norge, för Septologin.
Hans författarskap präglas av en språklig, poesiliknande minimalism och en melodisk prosa med ständiga omtagningar av teman, som för tankarna till symfonisk musik. Hans pjäser behandlar framför allt ämnen som tidens omutliga gång, nuet som en falsk föreställning, ankomst och uppbrott. Handlingen i hans romaner utspelar sig ofta på norska Vestlandet.
Hösten 2009 fick Jon Fosses pjäs Flicka i gul regnjacka sin urpremiär på Dramaten i Stockholm.
År 2023 tilldelades han Nobelpriset i litteratur för sin ”nyskapande dramatik och prosa som ger röst åt det osägbara”.

### Privatliv
Han är gift med slovakiskfödda Anna Fosse och har sex barn, varav fyra i tidigare relationer. År 2013 konverterade han till katolicismen.

### Svenska utgåvor
- 1988 – Stängd gitarr (roman, Albert Bonniers Förlag)
- 1989 – Båthuset (roman, Bonniers)
- 1990 – Kant (barnbok, Carlsen/if)
- 1992 – Flasksamlaren (roman, Bonniers)
- 1999 – Melancholia (roman, Bonniers)
- 2002 – Morgon och kväll (roman, Bonniers)
- 2003 – Skådespel. Innehåll: Namnet; Sonen; Natten sjunger sina sånger; Dröm om hösten (Teatertidningen, Samtidsdramatik)
- 2010 – Det är Ales / Sömnlösa (berättelser, Albert Bonniers Förlag)
- 2010 – Långsam musik (poesi i urval, 10TAL Bok)
- 2012 – Olavs drömmar (kortroman)
- 2016 – Trilogin. Innehåll: Sömnlösa, Olavs drömmar och Kvällning (roman, Albert Bonniers Förlag)
- 2016 – Fyra pjäser. Innehåll: Flicka i gul regnjacka, Dödsvariationer, Jag är vinden, Vinter (10TAL Bok)
- 2016 – När en ängel går genom scenen. Essäer i urval  (10TAL Bok)
- 2019 – Hundmanuskripten. Tre noveller: Nej å nej (Nei å nei, 1995) Oj oj oj (Du å du, 1996),  Aj aj aj (Fy å fy, 1997)  (Förlag: Bakhåll – översättning Christian Ekvall)
- 2021 – Det andra namnet : Septologin I–II  (roman, Albert Bonniers Förlag)
- 2021 – Teater I, Teater II, Teater III. Innehåller pjäserna Någon kommer att komma, Namnet, Gitarrmannen, Barnet, Sonen (Teater I med förord av Leif Zern), Natten sjunger sina sånger, En sommars dag, Dröm om hösten, Dödsvariationer, Flickan i soffan (Teater II med förord av Svante Aulis Löwenborg), Sömn, Skuggor, Stark vind, Så var det, Inne i svarta skogen (Teater III med förord av Mikaela Blomqvist)[6] (Dramatik Bokförlaget Faethon)
- 2022 – Jag är en annan : Septologin III–V (roman, Albert Bonniers Förlag)
- 2022 – Prosa 1[7] (Bokförlaget Atlas)
- 2022 – Prosa 2[8] (Bokförlaget Atlas)
- 2023 – Ett nytt namn : Septologin VI–VII (roman, Albert Bonniers Förlag)
- 2024 – Långsam musik. Reviderad och utökad utgåva (poesi i urval, 20TAL Bok)
- 2025 – Vithet[9] (kortroman, Albert Bonniers Förlag)

## Dramatik

### Uruppföranden i Sverige (urval)
- 1999 – Gitarrmannen. Cinnober Teater, Göteborg.
- 2002 – Dröm om hösten. Dramaten, Stockholm
- 2009 – Döden i Thebe. Dramaten, Stockholm.
- 2009 – Flicka i gul regnjacka. Dramaten, Stockholm.
- 2010 – En sommardag. Dramaten, Stockholm.
- 2015 – Barnet. Dramaten, Stockholm.
- 2019 – Ifigenia i Aulis, Dramaten, Stockholm.
- 2023 – Den stora skrivboken. Dramaten, Stockholm.

## Priser och utmärkelser (urval)
- 1989 – Nynorska barnlitteraturpriset för Uendeleg seint
- 1992 – Nynorsk litteraturpris för Bly og vatn
- 1994 – Samlagspriset
- 1995 – Sunnmørspriset för Melancholia 1
- 1996 – Ibsenprisen för Namnet
- 1996 – Melsom-priset
- 1997 – Aschehougpriset
- 1999 – Doblougska priset
- 1999 – Gyldendalpriset
- 2000 – Kultur- och kyrkodepartementets priser för barn- och ungdomslitteratur för Søster
- 2001 – Melsom-priset
- 2003 – Riddare av Nationalförtjänstorden[10]
- 2003 – Norsk kulturråds ærespris
- 2003 – Nynorsk litteraturpris för Auge i vind
- 2003 – Heddaprisen
- 2005 – Bragepriset (hederspris)
- 2005 – Kommendör av S:t Olavs orden[11]
- 2007 – Svenska Akademiens nordiska pris
- 2010 – Internationella Ibsenpriset
- 2015 – Nordiska rådets litteraturpris för trilogin Andvake, Olavs draumar och Kveldsvævd
- 2023 – Nobelpriset i litteratur
- 2024 – Hedersdoktor vid Lunds universitet, Konstnärliga fakulteten[12]